# Mesosa tonkinensis
Mesosa tonkinensis là một loài bọ cánh cứng trong họ Cerambycidae.